# سیوا موتور
سیوا موتور (انگلیسی: Siva Motor) شرکت خودروسازی بریتانیایی است، که در سال ۱۹۷۰ تأسیس شد.